# اورجن
اورجن (به لاتین: Orjen) یک رشته‌کوه در مونته‌نگرو است که در Montenegro and Bosnia and Herzegovina واقع شده‌است. اورجن ۱٬۸۹۴ متر بالاتر از سطح دریا واقع شده‌است.